# 5e armée (Frankreich)
Die 5e armée (cinquième armée, deutsch 5. Armee) war eine Armee des französischen Heeres, die im Ersten und Zweiten Weltkrieg zum Einsatz kam.

## Geschichte

### Erster Weltkrieg
Die 5e armée war im Ersten Weltkrieg eine der fünf Armeen, die im August 1914 bei der Mobilmachung gemäß dem Plan XVII aufgestellt wurden. Sie verfügte zu dieser Zeit über fünf Armeekorps (1., 2., 3., 10. und 11.) und war somit eine der stärksten französischen Armeen. Sie bildete die linke Flügelarmee des französischen Heeres und wurde zunächst im Raum Rethel konzentriert. Zwischen dem 13. und 21. August bewegte sie sich, gedeckt durch das Kavalleriekorps Sordet, nordostwärts, um den Kontakt mit der belgischen Armee im Raum Namur herzustellen. Nach der früh erfolgten Abgabe des 2. Korps (General Augustin Gérard) zur benachbarten 4. Armee, war am 20. August das 18. Korps (General Jacques de Mas-Latrie) in den Verband der 5. Armee getreten. Vom 21. bis 23. August wurde sie in der Schlacht an der Sambre durch die deutsche 2. und 3. Armee besiegt und zum Zurückgehen hinter die Oise gezwungen. Während des Rückzuges kam es hier zur Schlacht von Guise-St. Quentin.
Nach der Schlacht an der Marne und der Schlacht an der Aisne hielt die Armee die Front an der Aisne in den Départements Marne und Aisne. Aufgrund des Wettlaufs zum Meer wurde ihre Front verbreitert und umfasste schließlich im Spätherbst die Linie von Condé-sur-Aisne bis zur Ferme des Marquises bei Prunay.
Im April und Mai 1917 war die Armee eine der Hauptangriffsarmeen während der Schlacht an der Aisne. Aufgrund der deutschen Frühjahrsoffensive 1918 wurde die Armee Ende März aus der Front gezogen und als Reserve im Raum Beauvais disloziert. Ab Ende Mai stand sie wieder an der Front an der Aisne und musste sich vor der dritten deutschen Offensive mit dem linken Flügel bis an die Marne zurückziehen. Hier wurde sie zeitweise durch alliierte Kräfte (amerikanische, britische und italienische) verstärkt. Im Juli ging sie während der Zweiten Marneschlacht zum Gegenangriff über und verfolgte die zurückgehenden deutschen Truppen bis zur Vesle. Im Zuge der Hunderttageoffensive ging sie im September und Oktober 1918 mit der rechts benachbarten 4. Armee vor und erreichte bis zum Waffenstillstand die Linie Charleville bis südlich Revin.

#### Oberbefehlshaber
- ab 2. August 1914: Charles Lanrezac
- ab 3. September 1914: Louis Félix Marie Franchet d’Espèrey
- ab 31. März 1916: Olivier Mazel
- ab 22. Mai 1917: Joseph Micheler
- ab 10. Juni 1918: Edmond Buat
- ab 5. Juli 1918: Henri Berthelot
- ab 7. Oktober 1918: Adolphe Guillaumat

### Zweiter Weltkrieg
Im Zweiten Weltkrieg wurde die Armee im September 1939 zur Verteidigung der Maginot-Linie im Bereich des nordöstlichen Lothringens und des Unterelsass unter General Victor Bourret aufgestellt. Sie war Teil der 2. Heeresgruppe unter André-Gaston Prételat und verfügte zu Beginn des deutschen Westfeldzugs über drei Armeekorps, ein Festungskorps, eine unabhängige Division und zwei Panzerbrigaden. Nach dem Waffenstillstand wurde sie aufgelöst.